# 防人の詩
「防人の詩」（さきもりのうた）は、さだまさしの12枚目のシングル。1980年7月10日発売。

## 解説
映画『二百三高地』の主題歌である。ただし、映画公開の翌年放送されたテレビドラマ版でも、「二百三高地　愛は死にますか」と、本作を意識したタイトルとなった。

## チャート成績
シングル売上は65万枚を記録した。

## 収録曲
1. 防人の詩
（作詩[注釈 1]・作曲：さだまさし、編曲：渡辺俊幸）
映画『二百三高地』主題歌。同映画音楽監督の山本直純は母方ルーツが鹿児島県にあり、長崎出身のさだと九州が縁で交流があったことから、さだに主題歌を依頼した。さだは依頼時に映画の主題を知り、「二百三高地の何を描くんですか。要するに”勝った、万歳”を描くんですか?」と尋ねた。それに山本は「そうじゃない。戦争の勝った負けた以外の人間の小さな営みを、ちゃんと浮き彫りにしていきたい。そういう映画なんだ」と返答し、さだはオファーを受けた。それでもなかなか歌ができず、最後には自身の主演映画『翔べイカロスの翼』のロケ現場に山本のマネージャーが押しかけ、その場で1番だけ制作、譜面に起こす時間もなかったためカセットテープに吹き込んで手渡した。翌日、山本から3番まで繰り返すよう指示があり、同じメロディーの繰り返しで追加の歌詞を作った[2]。山本と監督の舛田利雄が曲を聴いた結果、劇中で挿入歌としてフルコーラスで流すことになり、尺を取るためにわざわざシーンを付け足した[3]。
歌詞は『万葉集』第16巻第3852番[注釈 2]に基づいて作られている。
 『万葉集/第十六巻』。ウィキソースより閲覧。
「鯨魚取  海哉死為流  山哉死為流  死許曽  海者潮干而  山者枯為礼」
読み：いさなとり うみやしにする やまやしにする しぬれこそ うみはしほひて やまはかれすれ
意味：海は死にますか 山は死にますか。死にます。死ぬからこそ潮は引き、山は枯れるのです。
本作はシングル発売および映画公開に先立ち、1979年のテレビ番組『さだまさし・ライブコンサート』（NHK）で披露された。ただしそのときは歌詞が3番までしかなく、4番以降はその後加筆されたものである。なお一時期、4番の歌詞の一部を変更して歌っていた[注釈 3]。変更版「防人の詩」は谷村新司・さだまさしのジョイント・ライヴのアルバム『夢ライヴ』に収録されており、確認出来る。
映画では本シングル盤とは別のテイク（山本直純の編曲版）が用いられた。
1980年末の第31回NHK紅白歌合戦で披露された。さだは原則すべての楽曲をフルコーラスで披露する主義であり、前年の紅白でも「関白宣言」を間奏・エンディングの一部を省略するも歌詩はフルコーラスで歌唱していたが、本作については「前回はわがままを通したから」と、若干のカットを行った。
『二百三高地』が戦争肯定映画であると解釈されたこともあり[4]、主題歌を作成したさだも「右翼」と批判された。さだは前年に「関白宣言」で「女性蔑視」だとバッシングされていたことから度重なる批判に落ち込んでいたが、文芸評論家の山本健吉は挽歌を引き合いに出し、「いなくなった人を歌うのは、日本の詩歌の伝統であって真髄である」「日本の詩歌の本道をちゃんととらえている」と擁護した[5][6]。また、おすぎとピーコはさだを批判する発言をしていたが、さだとホテルで遭遇し、真意を聞かされて以降は「あんた、それを世間に言いなさいよ、あたしたち、まさしの味方になるから」とさだに理解を示すようになったという[7]。
2. とてもちいさなまち
（作詩・作曲：さだまさし、編曲：服部克久）
とても小さな町である大切な故郷と大切な女性に対し、その地を出ていくことについて悲しみと名残惜しさを感じながらも気丈に生きていこうと決意した男性の心理を表した作品。後にベストアルバム『シングル・コレクション〜Only SINGLES』に再収録された。

## 主なカヴァーアーティスト
- 防人の詩
  - 青木隆治
  - 秋川雅史
  - 犬山イヌコ
  - 上杉昇
  - 清春
  - ギラ・ジルカ
  - 琴音
  - ヘティ・クース・エンダン
  - なかのむらぼ
  - ナターシャ・グジー
  - LEN
  - 雪村いづみ
- THE SONG OF A SOLDIER 防人の詩<英語詞>
  - 姫野真也
- SOLDIER'S SONG<英語詞>
  - Jonny Rosch with Flow of Spirits（A Tribute to Masashi Sada〜THE ENGLISH COVERS〜収録）
- 防人の詩<インストゥルメンタル>
  - BBCコンサートオーケストラ （Masashi Classical〜La Melodie〜収録）
  - ビル・メイズ （Café de Masashi/琴弦集収録）
  - 花井悠希
- とてもちいさなまち<インストゥルメンタル>
  - ギル・ゴールドスティン （琴弦集収録）